# Forces armées du Ghana

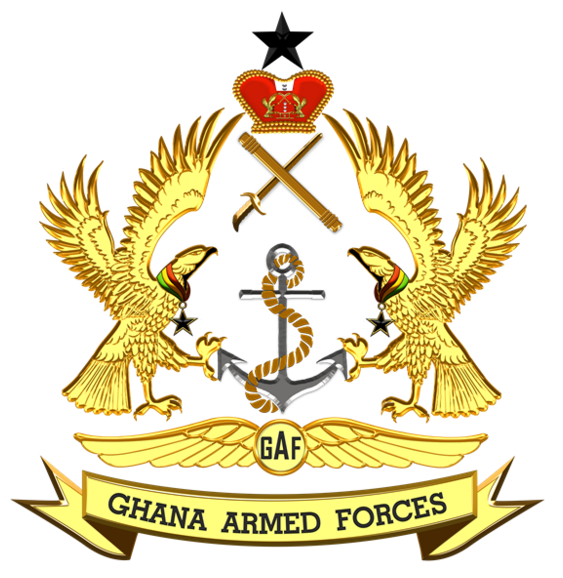
Blason des forces armées du Ghana.

Les forces armées du Ghana (Ghana Armed Forces GAF) sont composées d'une armée (Ghana Army GA), d'une marine (Ghana Navy GN) et d'une force aérienne (Ghana Air Force GhF). 

## Généralités

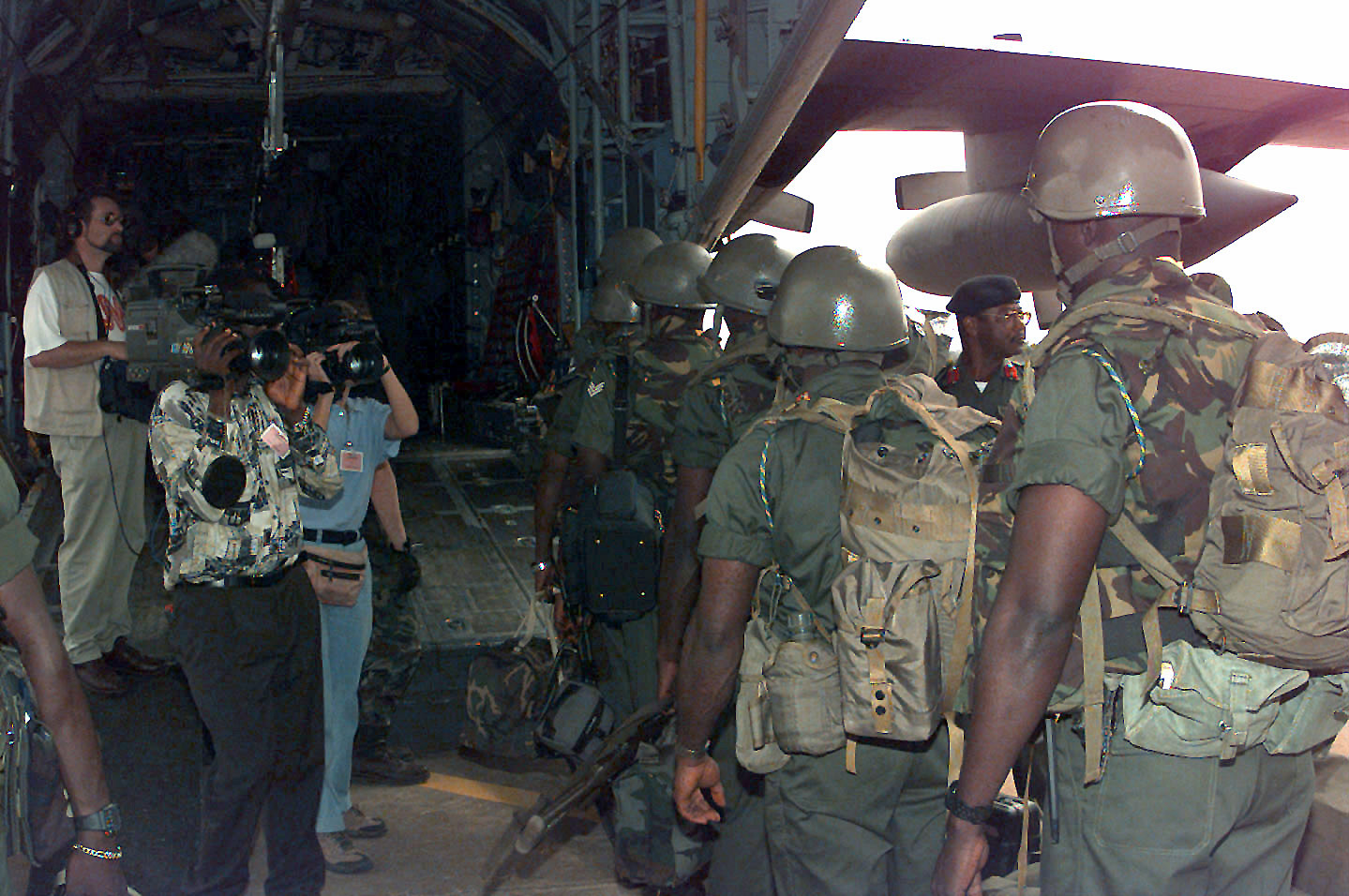
Soldats de l'armée du Ghana montant à bord d'un Lockheed C-130 Hercules américain à l'aéroport international de Kotoka dans le cadre de la mission de l'ONU ECOMOG au Libéria en 1997.

Elles sont historiquement descendantes des unités de l'Afrique occidentale britannique créées avant son indépendance en 1957 au sein de la Royal West African Frontier Force (en) fondé en 1900. Le Ghana Regiment (en), la principale unité d'infanterie est l'héritière du Gold Coast Constabulary créer en 1879 qui devient le Gold Coast Regiment en 1901.
Elles sont sous la responsabilité du ministère de la Défense et comprennent un total, en 2015, de 15 000 personnels actifs et de 30 000 paramilitaires contre 6 850 militaires en 1994, .
Le commandant en chef des forces armées est le président de la République, soit actuellement John Dramani Mahama en poste depuis 2025. Ses quartiers-généraux sont situés à Accra.
L'entrainement des troupes est correct voir excellent. Le matériel de l'armée ghanéenne est en partie obsolète et non-opérationnel. C'est pour cette raison que les tâches de maintenance sont souvent confiées à l'ONU et aux conseillers et techniciens militaires étrangers. La part du PNB allouée à la défense est de 2,0 %. Son budget de la défense en 2015 est de 247 millions de dollars.

## Armée de terre

Blason de la Ghana Army.

La Ghana Army est officiellement créée le 29 juillet 1959. Depuis 2018, on assiste à un accroissement de l’armée du Ghana devant la menace terroriste djihadiste qui touche les pays frontaliers, Le Ghana possède plus de 49 000 soldats en actifs et 4 500 en réserve en 2022. Elle passe de deux à trois brigades et renouvelle ses moyens blindés pour passer d'un seul régiment de reconnaissance blindée a trois en 2021.

## Force aérienne

Drapeau de la force aérienne du Ghana.

Elle dispose de 2 000 personnels et selon une liste début 2015 de 37 aéronefs en service, 9 avions d'attaque/entraînement et 15 hélicoptères. Un nombre de 5 Embraer EMB 314 est commandé en avril 2015.

## Marine

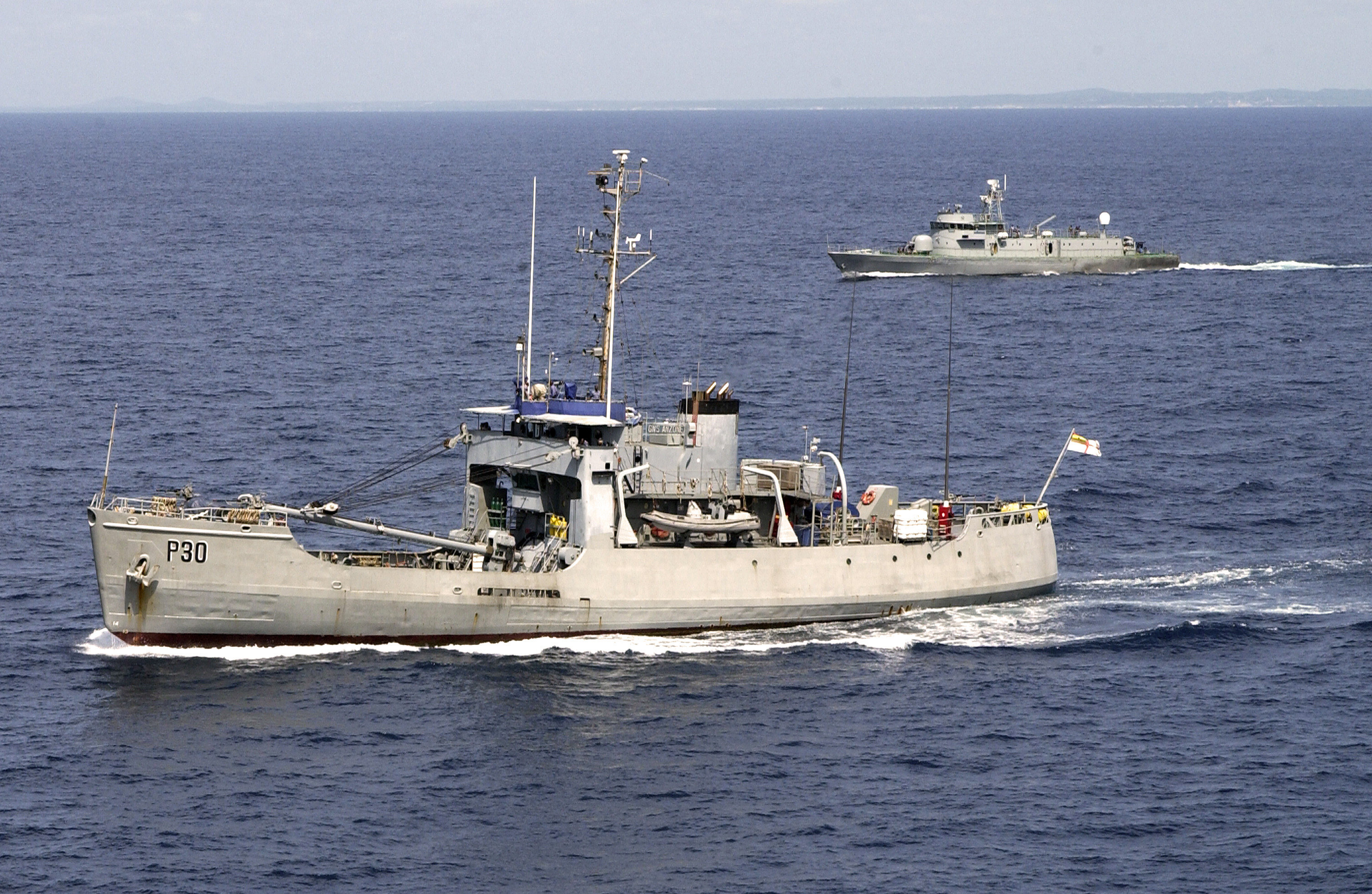
Patrouilleur de la marine du Ghana.

Elle dispose d'environ 2 000 personnels et opère une petite flottille de patrouilleurs et comprend 2 000 personnel actifs.
Celle-ci a pour rôle la protection des eaux territoriales du Ghana, la protection des pêcheurs et la sécurité du Lac Volta.

## Déploiements internationaux
[Quand ?]
- République démocratique du Congo : 464 hommes (MONUC)
- Liberia : 852 hommes (MINUL)
- Sierra Leone : 782 hommes (MINUSIL)
- Liban : 651 hommes (FINUL)